# Kiss TV (România)
Kiss TV este un canal TV din România, cu specific muzical, care aparține de Antenna Entertainment și se adresează tinerilor cu vârste cuprinse între 18 și 30 de ani.

## Istoric
Primul post muzical românesc, Atomic TV, a deschis piața în 1999, devenind astfel principalul post de profil din România. Printre emisiunile de succes ale postului, s-au numărat: Atomic Cafe, Selector, Reactor, Insomnia, Vibrații, Aria 52, Rockada, Andrenalize, Romanian Top 100, Klub Bizzar, Febra, Subcultura etc.
În urma datoriilor acumulate către firma Empire, firmă care a produs o mare parte din clipurile difuzate pe post, marca Atomic a fost pusă sub sechestru și scoasă la vânzare, astfel încât, după o lungă perioadă de procese, Atomic TV a fost nevoit să renunțe la propria denumire, transformându-se astfel în TV K Lumea (sloganul cu care postul s-a lansat) - iunie 2004.
După integrarea sa în cadrul SBS Broadcasting Group (august 2006), postul a trecut printr-o serie de modificări, ajungându-se până la tranformarea numelui, în Kiss TV (noiembrie 2006) și abordarea unui nou stil. Valoarea de piață a tranzacției a fost estimată la 3,5 milioane de euro.
La începutul anului 2014, Kiss TV a fost preluat în întregime de trustul grecesc Antenna Group (acum Antenna Entertainment), în urma retragerii de pe piața românească a trustului ProSiebenSat.1 Media, vechiul proprietar al postului (2006-2013).